# Musée des Beaux-Arts de Béziers
Le musée des Beaux-Arts de Béziers, ouvert au public en 1859, a le statut de musée de France au sens de la loi no 2002-5 du 4 janvier 2002.
A l'horizon 2030, un musée d'Art et d'Histoire devrait occuper l'ancien Palais des évêques qui a été libéré par le Palais de justice.

## Histoire
Le musée des Beaux-Arts de Béziers est fondé en 1859 par la Société archéologique, scientifique et littéraire de Béziers en l'Hôtel de ville.
Il est transféré en 1903 dans l'hôtel particulier d'Auguste Fabrégat légué à la ville par ce dernier en 1879.
En 1966, la famille de Gustave Fayet fait don à la ville de Béziers de son hôtel particulier situé 9 rue du Capus. Au début des années 1980, cet hôtel particulier des Fayet devient l'annexe du musées des Beaux-Arts de Béziers pour être consacré en grande partie au legs des œuvres d'Injalbert fait à la ville par la veuve de l'artiste en 1934.

## Collections

### Hôtel Fayet
L'hôtel Fayet reçoit le label Maisons des Illustres en 2019 en mémoire du peintre et collectionneur d'art Gustave Fayet qui naît dans cet hôtel particulier en 1865 et y réside jusqu'en 1905.
On y trouve des peintures et sculptures du XIXe siècle, ainsi que le fonds d'atelier du sculpteur Jean-Antoine Injalbert.

### Hôtel Fabrégat
Fermé depuis 2018, l'hôtel Fabrégat est devenu depuis un centre de conservation et restauration dans lequel sont conservés des peintures anciennes, du XVe siècle à nos jours, des dessins des XVIIIe et XIXe siècles, ainsi que la collection d'art moderne ayant appartenu à Jean Moulin, donation de Laure Moulin en 1975.

### Artistes qui étaient exposés dans le Musée Fabrégat avant sa fermeture
- Richard Parkes Bonington : Port de mer sur la Côte bretonne et Marine
- Odette du Bosch, peintre orientaliste
- Sébastien Bourdon : La Mort de Didon ; Portrait de la reine Christine de Suède.
- Alexandre Cabanel, Oreste, La Druidesse (1868), Cléopâtre, étude pour Cléopâtre essayant des poisons sur des condamnés à mort
- Gaston Cugnenc : Le Martyre de Saint Étienne
- Giorgio De Chirico : Composition avec autoportrait (1926)
- Alexandre Colin : Christophe Colomb devant le Conseil de Salamanque (salon de 1843)
- Camille Corot : Le Marais aux cinq Vaches
- Michiel Coxcie : Portrait d'une femme à la coiffe blanche
- Michel-François Dandré-Bardon : Sophonisbe buvant le poison
- Edgar Degas
- Eugène Delacroix : Alberthe de Rubempré, cousine de l’artiste, en Catherine d’Alexandrie
- Hippolyte Camille Delpy : Ferme aux environs de Bois-le-Roi
- Le Dominiquin : Portrait du pape Grégoire XV et son neveu le cardinal Ludovico Ludovisi
- Raoul Dufy
- Marcel Féguide : Cycle d'Orphée et Eurydice (1928)
- Jan Fyt : Chat sauvage flairant du Gibier
- Othon Friesz : Le port de Honfleur
- Orazio Gentileschi : Le Martyre de Saint Sébastien
- Théodore Géricault : Portrait de femme, dit aussi La Grosse Suzanne (1817-1818) et Étude de cheval gris
- Francisco de Herrera le Vieux
- Jean-Antoine Injalbert : la plupart de ses œuvres se trouvent dans l'hôtel Fayet
- Eugène Isabey
- Charles Labor : Autoportrait, La place couverte à Béziers, La plaine de Tarassac sous la neige, La plaine du Rebaut au soleil couchant, La ville et Moulins de Béziers, Le Parthénon, Paysage orientaliste et La plage de Vendres et le temple de Vénus au Ier siècle de notre ère.
- Pinchus Krémègne : Nu blond
- Jean-Paul Laurens : Les Funérailles de Guillaume le Conquérant
- Philippe-Jacques de Loutherbourg : La Gravière
- Anton Raphael Mengs : Portrait du pape Clément XIII
- Jan Miel : Le repos des champs (1642)
- Frederik de Moucheron : Rue de Village (1652)
- Joseph Parrocel : Bataille entre Maures et Castillans
- Fernand Pelez : La Mort de l’Empereur Commode (salon de 1879)
- Jean Pillement : Scène de Naufrage
- Guido Reni : Les adieux de Didon à Énée ; Sainte conversation.
- Auguste Rodin
- Giovanni Francesco Romanelli
- Jules Romain : Vierge à l’Enfant (d'après Raphaël)
- Théodore Rousseau
- Ker Xavier Roussel
- Chaïm Soutine
- Jacques Stella : La Présentation au temple
- Léopold Survage : Composition (1915)
- Joseph-Noël Sylvestre : La Mort de Sénèque (1875), Le Gaulois Ducar décapite le général romain Flaminius à la bataille de Trasimène (1882)
- Maurice Utrillo : Le lapin agile (1938)
- Suzanne Valadon
- Horace Vernet : Tête de bélier
- Joseph-Marie Vien : Lansquenet.